# Manti (Utah)
Manti város az USA Sanpete megyében, melynek megyeszékhelye is. Lakosainak száma 3429 fő (2020. április 1.).

## Népesség
A település népességének változása:

| 2010 | 3 276 |
| 2020 | 3 429 |